# Các đội tuyển bóng đá quốc gia Việt Nam năm 2017
Lịch và kết quả thi đấu của một số đội tuyển bóng đá quốc gia Việt Nam các cấp trong năm 2017. Bàn thắng của các đội tuyển Việt Nam được liệt kê trước.

## Nam

### Đội tuyển nam quốc gia

#### Lịch và kết quả thi đấu
| Ngày        | Địa điểm                        | Đối thủ           | Tỉ số | Giải đấu                 | Cầu thủ ghi bàn                                                                                                 | Chi tiết |
| ----------- | ------------------------------- | ----------------- | ----- | ------------------------ | --- | -------- |
| 22 tháng 3  | Hà Nội, Việt Nam                | Đài Bắc Trung Hoa | 1–1   | Giao hữu                 | Nguyễn Công Phượng 88'                                                                                          | [ 1 ]    |
| 28 tháng 3  | Dushanbe, Tajikistan            | Afghanistan       | 1–1   | Vòng loại Asian Cup 2019 | Nguyễn Văn Toàn 64'                                                                                             | [ 2 ]    |
| 13 tháng 6  | Thành phố Hồ Chí Minh, Việt Nam | Jordan            | 0-0   | Vòng loại Asian Cup 2019 | | [ 3 ]    |
| 5 tháng 9   | Nam Vang, Campuchia             | Campuchia         | 2-1   | Vòng loại Asian Cup 2019 | Nguyễn Văn Quyết 4' · Nguyễn Quang Hải 81'                                                                      | [ 4 ]    |
| 10 tháng 10 | Hà Nội, Việt Nam                | Campuchia         | 5-0   | Vòng loại Asian Cup 2019 | Đinh Thanh Trung 13' · Nguyễn Văn Quyết 56' · Nguyễn Anh Đức 60' · Nguyễn Công Phượng 76' · Mạc Hồng Quân 90+2' | [ 5 ]    |
| 14 tháng 11 | Hà Nội, Việt Nam                | Afghanistan       | 0-0   | Vòng loại Asian Cup 2019 | |          |

### Đội tuyển nam Olympic & U-23
(kết hợp với U-22 cho vòng loại U-22 vào vòng chung kết U-23)
| Ngày | Địa điểm                        | Đối thủ     | Tỉ số | Giải đấu                | Cầu thủ ghi bàn | Chi tiết |
| --- | ------------------------------- | ----------- | ----- | ----------------------- | --- | -------- |
| 7 tháng 2 | Thành phố Hồ Chí Minh, Việt Nam | Malaysia    | 3–0   | Giao hữu                | Hồ Tuấn Tài 1' · Nguyễn Văn Toàn 42' · Nguyễn Công Phượng 81' | [ 6 ]    |
| 14 tháng 5 | Hà Nội, Việt Nam                | Argentina   | 0-5   | Giao hữu                | | [ 7 ]    |
| 19 tháng 7 | Thành phố Hồ Chí Minh, Việt Nam | Đông Timor  | 4-0   | Vòng loại AFC U-23 2018 | Hà Đức Chinh 17' · Nguyễn Công Phượng 67', 71' (ph.đ) · Nguyễn Tuấn Anh 87'                                                                                      | [ 8 ]    |
| 21 tháng 7 | Thành phố Hồ Chí Minh, Việt Nam | Ma Cao      | 8-1   | Vòng loại AFC U-23 2018 | Lê Thanh Bình 4', 21' · Nguyễn Văn Toàn 7', 63' · Nguyễn Công Phượng 12' (ph.đ) · Lương Xuân Trường 24' (ph.đ) · Hoàng Văn Khánh 26' · Nguyễn Phong Hồng Duy 49' | [ 9 ]    |
| 23 tháng 7 | Thành phố Hồ Chí Minh, Việt Nam | Hàn Quốc    | 1-2   | Vòng loại AFC U-23 2018 | Nguyễn Công Phượng 33' | [ 10 ]   |
| Việt Nam xếp thứ hai bảng I và là 1 trong 6 đội nhì bảng có thành tích tốt nhất, đoạt vé dự vòng chung kết Giải vô địch bóng đá U-23 châu Á 2018 |                                 |             |       |                         | |          |
| 15 tháng 8 | Selayang, Malaysia              | Đông Timor  | 4-0   | SEA Games 2017          | Đoàn Văn Hậu 8', 41' · Hà Đức Chinh 20' · Nguyễn Công Phượng 72'                                                                                                 | [ 11 ]   |
| 17 tháng 8 | Shah Alam, Malaysia             | Campuchia   | 4-1   | SEA Games 2017          | Nguyễn Công Phượng 45+1', 75' · Nguyễn Quang Hải 71' · Hồ Tuấn Tài 76'                                                                                           | [ 12 ]   |
| 20 tháng 8 | Shah Alam, Malaysia             | Philippines | 4-0   | SEA Games 2017          | Nguyễn Công Phượng 37' · Vũ Văn Thanh 45+1' · Nguyễn Văn Toàn 50' · Hồ Tuấn Tài 89'                                                                              | [ 13 ]   |
| 22 tháng 8 | Selayang, Malaysia              | Indonesia   | 0-0   | SEA Games 2017          | | [ 14 ]   |
| 24 tháng 8 | Selayang, Malaysia              | Thái Lan    | 0-3   | SEA Games 2017          | | [ 15 ]   |
| Việt Nam đứng thứ 3 Bảng B và dừng chân ở Môn bóng đá nam SEA Games 2017                                                                         |                                 |             |       |                         | |          |
| 9 tháng 12 | Buriam, Thái Lan                | Myanmar     | 4-0   | M-150 Cup 2017          | Nguyễn Quang Hải 11', 20' · Phan Văn Long 64' · Nguyễn Công Phượng 69'                                                                                           | [ 16 ]   |
| 13 tháng 12 | Buriam, Thái Lan                | Uzbekistan  | 1-2   | M-150 Cup 2017          | Nguyễn Công Phượng 59' (ph.đ) | [ 17 ]   |
| 15 tháng 12 | Buriam, Thái Lan                | Thái Lan    | 2-1   | M-150 Cup 2017          | Nguyễn Công Phượng 7', 22' | [ 18 ]   |
| Việt Nam đoạt giải 3 ở M-150 Cup 2017 |                                 |             |       |                         | |          |
| 21 tháng 12 | Hà Nội, Việt Nam                | UHFC        | 2-3   | Giao hữu                | Nguyễn Văn Toàn 50' · Hà Đức Chinh 88' | [ 19 ]   |

### Đội tuyển nam U-21
| Ngày                                                                     | Địa điểm          | Đối thủ      | Tỉ số | Giải đấu                        | Cầu thủ ghi bàn                                                | Chi tiết |
| ------------------------------------------------------------------------ | ----------------- | ------------ | ----- | ------------------------------- | -------------------------------------------------------------- | -------- |
| 12 tháng 12                                                              | Cần Thơ, Việt Nam | Thái Lan     | 0-1   | U21 Quốc tế Báo Thanh niên 2017 |                                                                | [ 20 ]   |
| 16 tháng 12                                                              | Cần Thơ, Việt Nam | Myanmar      | 2-0   | U21 Quốc tế Báo Thanh niên 2017 | Triệu Việt Hưng 42' · Lê Văn Sơn 64' (ph.đ)                    | [ 21 ]   |
| 18 tháng 12                                                              | Cần Thơ, Việt Nam | Việt Nam     | 4-1   | U21 Quốc tế Báo Thanh niên 2017 | Hồ Tấn Tài 4' · Triệu Việt Hưng 40' · Đinh Thanh Bình 60', 63' | [ 22 ]   |
| 20 tháng 12                                                              | Cần Thơ, Việt Nam | Yokohama.U21 | 2-2   | U21 Quốc tế Báo Thanh niên 2017 | Trần Ngọc Sơn 25' · Lê Văn Sơn 50' (ph.đ)                      | [ 23 ]   |
| 22 tháng 12                                                              | Cần Thơ, Việt Nam | Yokohama.U21 | 0-2   | U21 Quốc tế Báo Thanh niên 2017 |                                                                | [ 24 ]   |
| Việt Nam đạt ngôi á quân Giải bóng đá quốc tế U.21 – Báo Thanh niên 2017 |                   |              |       |                                 |                                                                |          |

### Đội tuyển nam U-20
| Ngày                                                                        | Địa điểm                        | Đối thủ     | Tỉ số | Giải đấu                 | Cầu thủ ghi bàn    | Chi tiết |
| --------------------------------------------------------------------------- | ------------------------------- | ----------- | ----- | ------------------------ | ------------------ | -------- |
| 10 tháng 5                                                                  | Thành phố Hồ Chí Minh, Việt Nam | Argentina   | 1-4   | Giao hữu                 | Hà Đức Chinh 90'   | [ 25 ]   |
| 14 tháng 5                                                                  | Mokpo, Hàn Quốc                 | Vanuatu     | 1-1   | Giao hữu                 | Trần Thanh Sơn 41' | [ 26 ]   |
| 22 tháng 5                                                                  | Cheonan, Hàn Quốc               | New Zealand | 0-0   | FIFA World Cup U-20 2017 |                    | [ 27 ]   |
| 25 tháng 5                                                                  | Cheonan, Hàn Quốc               | Pháp        | 0-4   | FIFA World Cup U-20 2017 |                    | [ 28 ]   |
| 28 tháng 5                                                                  | Jeonju, Hàn Quốc                | Honduras    | 0-2   | FIFA World Cup U-20 2017 |                    | [ 29 ]   |
| Việt Nam đứng cuối Bảng E và dừng chân ở Vòng bảng FIFA World Cup U-20 2017 |                                 |             |       |                          |                    |          |

### Đội tuyển nam U-19
| Ngày                                                                                                | Địa điểm            | Đối thủ           | Tỉ số | Giải đấu                        | Cầu thủ ghi bàn                                                                       | Chi tiết |
| --------------------------------------------------------------------------------------------------- | ------------------- | ----------------- | ----- | ------------------------------- | ------------------------------------------------------------------------------------- | -------- |
| 11 tháng 4                                                                                          | Nha Trang, Việt Nam | Đài Bắc Trung Hoa | 2-0   | U19 Quốc tế Báo Thanh niên 2017 | Nguyễn Tuấn Anh 15' · Bùi Hoàng Việt Anh 75' (ph.đ)                                   | [ 30 ]   |
| 13 tháng 4                                                                                          | Nha Trang, Việt Nam | Myanmar           | 2-1   | U19 Quốc tế Báo Thanh niên 2017 | Nguyễn Tuấn Anh 13' · Lê Văn Nam 90+3'                                                | [ 31 ]   |
| 18 tháng 4                                                                                          | Nha Trang, Việt Nam | U19.HAGL          | 3-1   | U19 Quốc tế Báo Thanh niên 2017 | Trần Danh Trung 5' · Trần Văn Công 65' · Nguyễn Xuân Kiên 80'                         | [ 32 ]   |
| 20 tháng 4                                                                                          | Nha Trang, Việt Nam | U19.Gwangju       | 0-1   | U19 Quốc tế Báo Thanh niên 2017 |                                                                                       | [ 33 ]   |
| 22 tháng 4                                                                                          | Nha Trang, Việt Nam | U19.Gwangju       | 2-0   | U19 Quốc tế Báo Thanh niên 2017 | Lê Văn Xuân 70' (ph.đ) · Lê Văn Nam 72'                                               | [ 34 ]   |
| Việt Nam vô địch Giải bóng đá Quốc tế U19 Báo Thanh niên 2017                                       |                     |                   |       |                                 |                                                                                       |          |
| 4 tháng 11                                                                                          | Tân Trúc, Đài Loan  | Ma Cao            | 2-0   | Vòng loại U-19 AFC 2018         | Lê Minh Bình 58', 66'                                                                 | [ 35 ]   |
| 6 tháng 11                                                                                          | Tân Trúc, Đài Loan  | Đài Bắc Trung Hoa | 2-1   | Vòng loại U-19 AFC 2018         | Trương Tiến Anh 22' · Nguyễn Hồng Sơn 35'                                             | [ 36 ]   |
| 8 tháng 11                                                                                          | Tân Trúc, Đài Loan  | Lào               | 4-0   | Vòng loại U-19 AFC 2018         | Trần Bảo Toàn 36' · Dụng Quang Nho 38' · Nguyễn Lý Nam Cung 61' · Trương Tiến Anh 74' | [ 37 ]   |
| Việt Nam đứng đầu bảng H ở Vòng loại Giải bóng đá U-19 Châu Á năm 2018 và đoạt vé dự vòng chung kết |                     |                   |       |                                 |                                                                                       |          |
| 12 tháng 12                                                                                         | Cần Thơ, Việt Nam   | Myanmar           | 1-1   | U21 Quốc tế Báo Thanh niên 2017 | Nguyễn Khắc Khiêm 80'                                                                 | [ 38 ]   |
| 14 tháng 12                                                                                         | Cần Thơ, Việt Nam   | Yokohama.U21      | 1-3   | U21 Quốc tế Báo Thanh niên 2017 | Trần Bảo Toàn 50'                                                                     | [ 39 ]   |
| 18 tháng 12                                                                                         | Cần Thơ, Việt Nam   | Việt Nam          | 1-3   | U21 Quốc tế Báo Thanh niên 2017 | Nguyễn Trần Việt Cường 62'                                                            | [ 22 ]   |
| 20 tháng 12                                                                                         | Cần Thơ, Việt Nam   | Thái Lan          | 3-3   | U21 Quốc tế Báo Thanh niên 2017 | Trương Tiến Anh 25' · Trần Bảo Toàn 28' · Nguyễn Trần Việt Cường 29'                  | [ 40 ]   |
| Việt Nam đứng thứ cuối bảng và dừng chân ở vòng bảng Giải Bóng đá Quốc tế U21 Báo Thanh niên        |                     |                   |       |                                 |                                                                                       |          |

### Đội tuyển nam U-18
| Ngày                                                                                          | Địa điểm             | Đối thủ         | Tỉ số | Giải đấu              | Cầu thủ ghi bàn | Chi tiết |
| --------------------------------------------------------------------------------------------- | -------------------- | --------------- | ----- | --------------------- | --- | -------- |
| 18 tháng 2                                                                                    | Côn Minh, Trung Quốc | Vân Nam (U-19)  | 1–1   | ASEAN – Côn Minh 2017 | Hồ Minh Dĩ 49' | [ 41 ]   |
| 20 tháng 2                                                                                    | Côn Minh, Trung Quốc | Tứ Xuyên (U-19) | 0–1   | ASEAN – Côn Minh 2017 | | [ 42 ]   |
| 22 tháng 2                                                                                    | Côn Minh, Trung Quốc | Thái Lan        | 3–1   | ASEAN – Côn Minh 2017 | Hồ Minh Dĩ 32' · Nguyễn Trần Việt Cường 73' · Trần Công Minh 78'                                                                            | [ 43 ]   |
| Việt Nam đạt giải 3 Giải bóng đá quốc tế ASEAN – Côn Minh 2017                                |                      |                 |       |                       | |          |
| 7 tháng 9                                                                                     | Yangon, Myanmar      | Brunei          | 8-1   | AFF U18 2017          | Lê Xuân Tú 16', 74' · Nguyễn Hồng Sơn 26' · Trần Văn Công 45+1' · Đặng Văn Tới 77' (ph.đ) · Nguyễn Khắc Khiêm 89', 90+1' · Mai Sỹ Hoàng 89' | [ 44 ]   |
| 9 tháng 9                                                                                     | Yangon, Myanmar      | Philippines     | 5-0   | AFF U18 2017          | Trần Văn Công 21', 48' · Bùi Hoàng Việt Anh 45' · Trần Bảo Toàn 76' · Lê Minh Bình 90'                                                      | [ 45 ]   |
| 11 tháng 9                                                                                    | Yangon, Myanmar      | Indonesia       | 3-0   | AFF U18 2017          | Lê Văn Nam 41', 45' · Bùi Hoàng Việt Anh 86'                                                                                                | [ 46 ]   |
| 13 tháng 9                                                                                    | Yangon, Myanmar      | Myanmar         | 1-2   | AFF U18 2017          | Nguyễn Hồng Sơn 2' | [ 47 ]   |
| Việt Nam đứng thứ 3 Bảng B và dừng chân ở Vòng bảng Giải vô địch bóng đá U-18 Đông Nam Á 2017 |                      |                 |       |                       | |          |

### Đội tuyển nam U-16
| Ngày       | Địa điểm             | Đối thủ   | Tỉ số | Giải đấu                | Cầu thủ ghi bàn | Chi tiết |
| ---------- | -------------------- | --------- | ----- | ----------------------- | --- | -------- |
| 20 tháng 9 | Ulaanbaatar, Mông Cổ | Campuchia | 5–2   | Vòng loại AFC U-16 2018 | Võ Nguyên Hoàng 10', 56' · Hà Trung Hậu 68' · Nguyễn Thế Hùng 79' · Đoàn Thế Bảo 84'                                                             | [ 48 ]   |
| 22 tháng 9 | Ulaanbaatar, Mông Cổ | Mông Cổ   | 9–0   | Vòng loại AFC U-16 2018 | Võ Nguyên Hoàng 13' · Đinh Thanh Trung 24' (ph.đ) · Đoàn Chí Bảo 50', 61', 65', 88' · Võ Minh Đan 53' · Nguyễn Quốc Hoàng 58' · Hà Trung Hậu 76' | [ 49 ]   |
| 24 tháng 9 | Ulaanbaatar, Mông Cổ | Úc        | 1–3   | Vòng loại AFC U-16 2018 | Đậu Ngọc Thanh 80' | [ 50 ]   |

### Đội tuyển nam U-15
| Ngày                                                                          | Địa điểm           | Đối thủ           | Tỉ số       | Giải đấu                         | Cầu thủ ghi bàn | Chi tiết |
| ----------------------------------------------------------------------------- | ------------------ | ----------------- | ----------- | -------------------------------- | --- | -------- |
| 14 tháng 6                                                                    | Đà Nẵng, Việt Nam  | Đài Bắc Trung Hoa | 5-2         | VFF U15 2017-Cúp Nhựa Tiền Phong | Nguyễn Quốc Hoàng 38', 70', 72' · Chang Chun Yao 62' (p.l.n) · Đậu Ngọc Thành 90+3'                                                         | [ 51 ]   |
| 16 tháng 6                                                                    | Đà Nẵng, Việt Nam  | Indonesia         | 1-1         | VFF U15 2017-Cúp Nhựa Tiền Phong | Nguyễn Quốc Hoàng 52' | [ 52 ]   |
| 18 tháng 6                                                                    | Đà Nẵng, Việt Nam  | Myanmar           | 0-0         | VFF U15 2017-Cúp Nhựa Tiền Phong | | [ 53 ]   |
| Việt Nam đạt ngôi á quân Giải bóng đá quốc tế U.15 – Cúp Nhựa Tiền Phong 2017 |                    |                   |             |                                  | |          |
| 10 tháng 7                                                                    | Chonburi, Thái Lan | Campuchia         | 2-1         | AFF U15 2017                     | Vũ Tiến Long 31' · Nguyễn Bá Dương 85' | [ 54 ]   |
| 12 tháng 7                                                                    | Chonburi, Thái Lan | Brunei            | 2-1         | AFF U15 2017                     | Võ Nguyên Hoàng 16' · Nguyễn Quốc Hoàng 80'                                                                                                 | [ 55 ]   |
| 14 tháng 7                                                                    | Chonburi, Thái Lan | Philippines       | 7-0         | AFF U15 2017                     | Đinh Thanh Trung 3' (ph.đ) 57' · Nguyễn Thế Hùng 4' · Ngô Quang Thuận 17' · Võ Nguyên Hoàng 49' · Khuất Văn Thanh 75' · Trịnh Văn Trung 78' | [ 56 ]   |
| 16 tháng 7                                                                    | Chonburi, Thái Lan | Malaysia          | 1-0         | AFF U15 2017                     | Ngô Quang Thuận 3' | [ 57 ]   |
| 18 tháng 7                                                                    | Chonburi, Thái Lan | Đông Timor        | 4-0         | AFF U15 2017                     | Nguyễn Bá Dương 25' · Trịnh Quang Trường 43' · Ngô Đức Hoàng 58' · Trịnh Văn Chung 67'                                                      |          |
| 20 tháng 7                                                                    | Chonburi, Thái Lan | Úc                | 2-0         | AFF U15 2017                     | Nguyễn Quốc Hoàng 29' · Võ Nguyên Hoàng 32'                                                                                                 | [ 58 ]   |
| 22 tháng 7                                                                    | Chonburi, Thái Lan | Thái Lan          | 0–0 4–2 (p) | AFF U15 2017                     | | [ 59 ]   |
| Việt Nam là nhà vô địch Giải vô địch bóng đá U15 Đông Nam Á 2017              |                    |                   |             |                                  | |          |

### Đội tuyển futsal nam
| Ngày                                                               | Địa điểm                        | Đối thủ           | Tỉ số         | Giải đấu                | Cầu thủ ghi bàn | Chi tiết |
| ------------------------------------------------------------------ | ------------------------------- | ----------------- | ------------- | ----------------------- | --- | -------- |
| 18 tháng 8                                                         | Shah Alam, Malaysia             | Thái Lan          | 1-4           | SEA Games 2017          | Nguyễn Minh Trí 27' | [ 60 ]   |
| 20 tháng 8                                                         | Shah Alam, Malaysia             | Malaysia          | 1–1           | SEA Games 2017          | Phạm Đức Hoà 37' | [ 61 ]   |
| 22 tháng 8                                                         | Shah Alam, Malaysia             | Myanmar           | 6–1           | SEA Games 2017          | Trần Văn Vũ 2' · Trần Thái Huy 17' · Ngô Ngọc Sơn 23', 32' · Nguyễn Thành Tín 25' · Nguyễn Văn Huy 33' | [ 62 ]   |
| 25 tháng 8                                                         | Shah Alam, Malaysia             | Indonesia         | 4–1           | SEA Games 2017          | Phạm Đức Hòa 27' · Lê Quốc Nam 33' · Vũ Xuân Du 38' · Ngô Ngọc Sơn 40' | [ 63 ]   |
| Việt Nam đoạt huy chương đồng ở Môn futsal nam SEA Games 2017      |                                 |                   |               |                         | |          |
| 16 tháng 9                                                         | Ashgabat, Turkmenistan          | Đài Bắc Trung Hoa | 1–2           | Asian Indoor Games 2017 | Ngô Ngọc Sơn 11' | [ 64 ]   |
| 19 tháng 9                                                         | Ashgabat, Turkmenistan          | Hồng Kông         | 8–0           | Asian Indoor Games 2017 | Lê Quốc Nam 7' · Nguyễn Minh Trí 8' · Vũ Đức Tùng 12' · Ngô Ngọc Sơn 16' · Phùng Trọng Luân 25' · Trần Thái Huy 32', 34' · Nguyễn Mạnh Dũng 37' | [ 65 ]   |
| 20 tháng 9                                                         | Ashgabat, Turkmenistan          | Quần đảo Solomon  | 2–1           | Asian Indoor Games 2017 | Phạm Đức Hoà 4' · Phùng Trọng Luân 27' | [ 66 ]   |
| 21 tháng 9                                                         | Ashgabat, Turkmenistan          | Turkmenistan      | 1–0           | Asian Indoor Games 2017 | Ngô Ngọc Sơn 14' | [ 67 ]   |
| 23 tháng 9                                                         | Ashgabat, Turkmenistan          | Uzbekistan        | 0–2           | Asian Indoor Games 2017 | | [ 68 ]   |
| Việt Nam dừng chân ở tứ kết Môn futsal nam Asian Indoor Games 2017 |                                 |                   |               |                         | |          |
| 20 tháng 10                                                        | Thường Thục, Trung Quốc         | Croatia           | 1-3           | CFA futsal quốc tế 2017 | Trần Văn Vũ 36' | [ 69 ]   |
| 21 tháng 10                                                        | Thường Thục, Trung Quốc         | Trung Quốc        | 4-3           | CFA futsal quốc tế 2017 | Nguyễn Minh Trí 13' · Cổ Trí Kiệt 17' · Vũ Quốc Hưng 24' · Lê Quốc Nam 31' | [ 70 ]   |
| 22 tháng 10                                                        | Thường Thục, Trung Quốc         | Hà Lan            | 2-2           | CFA futsal quốc tế 2017 | Lê Quốc Nam 26' · Phạm Đức Hoà 36' | [ 71 ]   |
| Việt Nam xếp thứ 3 ở Giải futsal quốc tế CFA 2017                  |                                 |                   |               |                         | |          |
| 27 tháng 10                                                        | Thành phố Hồ Chí Minh, Việt Nam | Philippines       | 24–0          | AFF 2017                | Vũ Quốc Hưng 2', 3', 27', 37' · Nguyễn Minh Trí 4', 21' · Phùng Trọng Luân 6', 28', 38' · Trần Thái Huy 10', 20', 33', 34' · Phạm Đức Hoà 11', 36', 36' · Cổ Trí Kiệt 12' · Khổng Đình Hùng 16' · Ngô Ngọc Sơn 18', 28' · Lê Quốc Nam 24', 26' · Đinh Văn Toàn 27' · Trần Văn Vũ 40' | [ 72 ]   |
| 28 tháng 10                                                        | Thành phố Hồ Chí Minh, Việt Nam | Indonesia         | 4–3           | AFF 2017                | Phùng Trọng Luân 7', 32', 36' · Nguyễn Minh Trí 40' | [ 73 ]   |
| 29 tháng 10                                                        | Thành phố Hồ Chí Minh, Việt Nam | Brunei            | 18–0          | AFF 2017                | Ngô Ngọc Sơn 1', 10', 23', 30' · Vũ Quốc Hưng 3' · Trần Thái Huy 5', 24', 26', 33' · Đinh Văn Toàn 5' · Phùng Trọng Luân 9', 33', 39' · Lê Quốc Nam 12' · Vũ Xuân Du 23' · Danh Phát 25', 27', 39'                                                                                   | [ 74 ]   |
| 30 tháng 10                                                        | Thành phố Hồ Chí Minh, Việt Nam | Myanmar           | 3–0           | AFF 2017                | Phùng Trọng Luân 13' · Lê Quốc Nam 40' · Nguyễn Văn Huy 40' | [ 75 ]   |
| 1 tháng 11                                                         | Thành phố Hồ Chí Minh, Việt Nam | Malaysia          | 1–5           | AFF 2017                | Ngô Ngọc Sơn 36' | [ 76 ]   |
| 3 tháng 11                                                         | Thành phố Hồ Chí Minh, Việt Nam | Myanmar           | 2–2 3-4 (sll) | AFF 2017                | Phùng Trọng Luân 10' · Danh Phát 26' | [ 77 ]   |
| Việt Nam xếp hạng tư Giải futsal nam Đông Nam Á 2017               |                                 |                   |               |                         | |          |

### Đội tuyển U-20 futsal nam
| Ngày                                                                   | Địa điểm           | Đối thủ           | Tỉ số | Giải đấu             | Cầu thủ ghi bàn                                                                              | Chi tiết |
| ---------------------------------------------------------------------- | ------------------ | ----------------- | ----- | -------------------- | -------------------------------------------------------------------------------------------- | -------- |
| 10 tháng 5                                                             | Băng Cốc, Thái Lan | Uzbekistan        | 4-1   | Giao hữu             | YZen Nie Kdăm (2 bàn) Nguyễn Tuấn Thành (1 bàn) Phạm Văn Nguyên (1 bàn)                      | [ 78 ]   |
| 13 tháng 5                                                             | Băng Cốc, Thái Lan | Trung Quốc        | 5-1   | Giao hữu             | Châu Đoàn Phát (1 bàn) Dương Ngọc Linh (2 bàn) Phạm Văn Nguyên (1 bàn) Lưu Nhất Tiến (1 bàn) | [ 79 ]   |
| 17 tháng 5                                                             | Băng Cốc, Thái Lan | Tajikistan        | 4–2   | AFC U-20 Futsal 2017 | Phạm Văn Nguyên 3' · Vũ Ngọc Lân 5' · Lê Quang Vinh 30' · Nguyễn Tuấn Thành 35'              | [ 80 ]   |
| 18 tháng 5                                                             | Băng Cốc, Thái Lan | Indonesia         | 1–1   | AFC U-20 Futsal 2017 | Dương Ngọc Linh 34'                                                                          | [ 81 ]   |
| 19 tháng 5                                                             | Băng Cốc, Thái Lan | Đài Bắc Trung Hoa | 5–4   | AFC U-20 Futsal 2017 | Dương Ngọc Linh 16', 40' · Vũ Ngọc Lân 17' · Nguyễn Tuấn Thành 29' · Trần Nhật Trung 37'     | [ 82 ]   |
| 20 tháng 5                                                             | Băng Cốc, Thái Lan | Nhật Bản          | 1–3   | AFC U-20 Futsal 2017 | Dương Ngọc Linh 24'                                                                          | [ 83 ]   |
| Việt Nam đứng thứ 3 Bảng B và dừng chân ở Giải Futsal U-20 Châu Á 2017 |                    |                   |       |                      |                                                                                              |          |

## Nữ

### Đội tuyển nữ quốc gia
| Ngày                                                                                     | Địa điểm               | Đối thủ     | Tỉ số | Giải đấu                 | Cầu thủ ghi bàn | Chi tiết      |
| ---------------------------------------------------------------------------------------- | ---------------------- | ----------- | ----- | ------------------------ | --- | ------------- |
| 5 tháng 4                                                                                | Hà Nội, Việt Nam       | Syria       | 11–0  | Vòng loại Asian Cup 2018 | Nguyễn Thị Liễu 1' · Phạm Hải Yến 6', 24' · Nguyễn Thị Tuyết Dung 13' (ph.đ), 38' · Nguyễn Thị Nguyệt 17', 45+1' · Nguyễn Thị Hoà 20', 90' · Nguyễn Thị Muôn 71' · Nguyễn Thị Thuý Hằng 76' | [ 84 ]        |
| 7 tháng 4                                                                                | Hà Nội, Việt Nam       | Singapore   | 8-0   | Vòng loại Asian Cup 2018 | Angelyn Pang 8' (l.n) · Huỳnh Như 21' (ph.đ.), 52', 63' · Vũ Thị Nhung 36' · Trần Thị Thùy Trang 45+1' · Nguyễn Thị Bích Thùy 67' (ph.đ.) · Nguyễn Thị Nguyệt 81'                           | [ 85 ]        |
| 9 tháng 4                                                                                | Hà Nội, Việt Nam       | Iran        | 6-1   | Vòng loại Asian Cup 2018 | Nguyễn Thị Tuyết Dung 15' · Phạm Hải Yến 25', 79' · Huỳnh Như 61', 82' · Nguyễn Thị Hòa 74'                                                                                                 | [ 86 ]        |
| 11 tháng 4                                                                               | Hà Nội, Việt Nam       | Myanmar     | 2–0   | Vòng loại Asian Cup 2018 | Nguyễn Thị Tuyết Dung 55' · Huỳnh Như 82' | [ 87 ]        |
| Việt Nam xếp đầu bảng D và đoạt vé dự vòng chung kết Giải vô địch bóng đá nữ châu Á 2018 |                        |             |       |                          | |               |
| 17 tháng 8                                                                               | Kuala Lumpur, Malaysia | Philippines | 3-0   | SEA Games 2017           | Huỳnh Như 65' · Nguyễn Thị Tuyết Dung 84' · Nguyễn Thị Muôn 90+4' | [ 88 ] [ 89 ] |
| 20 tháng 8                                                                               | Kuala Lumpur, Malaysia | Myanmar     | 3-1   | SEA Games 2017           | Nguyễn Thị Liễu 19' · Nguyễn Thị Bích Thủy 73' · Huỳnh Như 83' | [ 90 ]        |
| 22 tháng 8                                                                               | Shah Alam, Malaysia    | Thái Lan    | 1-1   | SEA Games 2017           | Phạm Hải Yến 11' | [ 91 ]        |
| 24 tháng 8                                                                               | Shah Alam, Malaysia    | Malaysia    | 6-0   | SEA Games 2017           | Vũ Thị Nhung 7' · Nguyễn Thị Liễu 13', 80' · Nguyễn Thị Muôn 41', 54' · Huỳnh Như 45+1' | [ 92 ]        |
| Việt Nam giành huy chương vàng môn Bóng đá nữ SEA Games 2017                             |                        |             |       |                          | |               |

### Đội tuyển nữ U-19
| Ngày                                                                          | Địa điểm             | Đối thủ  | Tỉ số | Giải đấu      | Cầu thủ ghi bàn                             | Chi tiết |
| ----------------------------------------------------------------------------- | -------------------- | -------- | ----- | ------------- | ------------------------------------------- | -------- |
| 16 tháng 10                                                                   | Nam Kinh, Trung Quốc | Nhật Bản | 0-8   | U-19 AFC 2017 |                                             | [ 93 ]   |
| 19 tháng 10                                                                   | Nam Kinh, Trung Quốc | Hàn Quốc | 0-5   | U-19 AFC 2017 |                                             | [ 94 ]   |
| 22 tháng 10                                                                   | Nam Kinh, Trung Quốc | Úc       | 2-5   | U-19 AFC 2017 | Nguyễn Thị Tuyết Ngân 49' · Hà Thị Nhài 82' | [ 95 ]   |
| Việt Nam đứng thứ cuối Bảng B và dừng chân ở Giải bóng đá U-19 Nữ Châu Á 2017 |                      |          |       |               |                                             |          |

### Đội tuyển nữ U-15
| Ngày                                                                           | Địa điểm        | Đối thủ  | Tỉ số | Giải đấu                | Cầu thủ ghi bàn                                | Chi tiết |
| ------------------------------------------------------------------------------ | --------------- | -------- | ----- | ----------------------- | ---------------------------------------------- | -------- |
| 8 tháng 5                                                                      | Viêng Chăn, Lào | Thái Lan | 0-1   | U-15 Nữ Đông Nam Á 2017 |                                                | [ 96 ]   |
| 12 tháng 5                                                                     | Viêng Chăn, Lào | Myanmar  | 1-2   | U-15 Nữ Đông Nam Á 2017 | Trần Thị Thu Xuân 27'                          | [ 97 ]   |
| 14 tháng 5                                                                     | Viêng Chăn, Lào | Malaysia | 2-1   | U-15 Nữ Đông Nam Á 2017 | Trần Thị Thu Xuân 4' · Đặnng Thanh Thảo 69'    | [ 98 ]   |
| 16 tháng 5                                                                     | Viêng Chăn, Lào | Lào      | 2-0   | U-15 Nữ Đông Nam Á 2017 | Trịnh Thị Thuỳ Linh 8' · Trần Thị Thu Xuân 73' | [ 99 ]   |
| Việt Nam đứng thứ 3 Bảng A và dừng chân ở Giải bóng đá U-15 Nữ Đông Nam Á 2017 |                 |          |       |                         |                                                |          |

### Đội tuyển nữ futsal
| Ngày                                                        | Địa điểm            | Đối thủ   | Tỉ số | Giải đấu       | Cầu thủ ghi bàn                                                                     | Chi tiết |
| ----------------------------------------------------------- | ------------------- | --------- | ----- | -------------- | ----------------------------------------------------------------------------------- | -------- |
| 18 tháng 8                                                  | Shah Alam, Malaysia | Thái Lan  | 1–3   | SEA Games 2017 | Nguyễn Thị Huệ 38'                                                                  | [ 60 ]   |
| 22 tháng 8                                                  | Shah Alam, Malaysia | Malaysia  | 1–1   | SEA Games 2017 | Trịnh Ngọc Hoa 5'                                                                   | [ 100 ]  |
| 25 tháng 8                                                  | Shah Alam, Malaysia | Myanmar   | 4–1   | SEA Games 2017 | Đỗ Thị Nguyên 2' · Lê Thị Thùy Linh 27' · Nguyễn Thị Thành 35' · Trịnh Ngọc Hoa 38' | [ 101 ]  |
| 27 tháng 8                                                  | Shah Alam, Malaysia | Indonesia | 2–1   | SEA Games 2017 | Đỗ Thị Nguyên 28' · Trịnh Nguyễn Thanh Hằng 32'                                     | [ 102 ]  |
| Việt Nam đoạt huy chương bạc ở Môn futsal nữ SEA Games 2017 |                     |           |       |                |                                                                                     |          |